# Olimpia Boronat
Olimpia Boronat (1859 o 1867 – 1934) è stata un soprano italiano di coloratura, nota per le sue interpretazioni dei ruoli del repertorio del belcanto.
Cantò in tutto il mondo, in particolare nel mondo di lingua spagnola, ma fu particolarmente presente in Russia. Cantò per la prima volta a San Pietroburgo nel 1894, sposò un membro dell'aristocrazia polacca e si ritirò dal palcoscenico per sei anni dal 1896 al 1902. Dopo la pausa, cantò inizialmente in Russia e soltanto nel 1909 tornò a cantare in Italia.
Era nota per una voce di grande bellezza e chiarezza, e l'per eccezionale capacità tecnica, unita a una delicata sensibilità musicale. È stata particolarmente associata ai ruoli di Rosina ne Il barbiere di Siviglia, Violetta ne La traviata, Elvira ne I puritani e Ophélie in Amleto.
Dopo il ritiro dalle scene fondò una scuola di canto a Varsavia.

## Registrazioni
Le registrazioni complete della Boronat, risalenti al 1904 e al 1908, furono pubblicate dalla Marston Records nel 1997. Queste includono opere di Alexander Alyabyev, Bellini, Bizet, Donizetti, Flotow, Pietro Giannelli, Gounod, Mikhail Ivanov, Meyerbeer, Tosti, Verdi e Redento Zardo.